# Pik Kolpak
Der Pik Kolpak (Transkription von russisch Пик Колпак ‚Kapuzengipfel‘) ist ein Berggipfel im ostantarktischen Mac-Robertson-Land. Er ragt südwestlich des Mount Stinear im südlichen Teil der Prince Charles Mountains auf.
Russische Wissenschaftler benannten ihn deskriptiv.